# Suren Cycling Team/Saison 2011
Dieser Artikel listet Erfolge und Mannschaft des Radsportteams Suren Cycling Team in der Saison 2011 auf.

## Erfolge in der Asia Tour
| Datum     | Rennen                    | Kat. | Fahrer        |
| --------- | ------------------------- | ---- | ------------- |
| 24. April | Melaka Chief Minister Cup | 1.2  | Hassan Maleki |

## Mannschaft
| Name                          | Geburtstag       | Nationalität | Team 2010                                |
| ----------------------------- | ---------------- | ------------ | ---------------------------------------- |
| Shahbolagh Alimohammadi       | 4. Februar 1988  | Iran         | Neoprofi                                 |
| Reza Bagheri                  | 14. Juni 1985    | Iran         | Petrochemical Tabriz Cycling Team (2009) |
| Vahid Ghaffari                | 7. Oktober 1988  | Iran         | Giant Asia Racing Team                   |
| Ahamad Ghamari (ab 1. August) | 13. Juni 1984    | Iran         | Neoprofi                                 |
| Mohammad Gharehbaghi          | 29. Juli 1988    | Iran         | Tabriz Petrochemical Cycling Team        |
| Shahram Pour Bouroundaragh    | 18. April 1979   | Iran         | Neoprofi                                 |
| Ebrahim Javani                | 15. April 1984   | Iran         | Tabriz Petrochemical Cycling Team        |
| Hassan Maleki                 | 4. April 1977    | Iran         | Islamic Azad Univercity (2008)           |
| Mohammadsina Marjani          | 21. März 1990    | Iran         | Neoprofi                                 |
| Ramin Mehrabani               | 18. Februar 1986 | Iran         | Azad University Iran                     |
| Ameli Meysam                  | 4. April 1987    | Iran         | Neoprofi                                 |
| Mehdi Partovi                 | 4. Januar 1983   | Iran         | Tabriz Petrochemical Team (2008)         |
| Abolfazl Nazari               | 4. Mai 1991      | Iran         | Neoprofi                                 |
| Karim Pour Gholibelvirdi      | 22. Juni 1985    | Iran         | Neoprofi                                 |
| Hamid Shiri                   | 21. März 1982    | Iran         | Neoprofi                                 |

## Platzierungen in UCI-Ranglisten
UCI Asia Tour 2011
|      | Fahrer          | Punkte |
| ---- | --------------- | ------ |
| 56.  | Hamid Shiri     | 52     |
| 58.  | Hassan Maleki   | 50     |
| 151. | Ramin Mehrabani | 16     |
| 271. | Vahid Ghaffari  | 6      |

UCI Europe Tour 2011
|      | Fahrer         | Punkte |
| ---- | -------------- | ------ |
| 581. | Hamid Shiri    | 23     |
| 820. | Vahid Ghaffari | 10     |